# Rostwinkerzikade
Die Rostwinkerzikade (Metidiocerus rutilans), alternative Schreibweisen und Namen: Rost-Winkerzikade und Rötliche Winkerzikade, ist eine Zwergzikade aus der Unterfamilie der Winkerzikaden (Idiocerinae). Der Namenszusatz rutilans kommt aus dem Lateinischen und bedeutet „rötlich schimmernd“.

## Merkmale
Die überwiegend rötlichbraun gefärbten Zikaden werden 4,7–5 mm lang. Die basalen zwei Drittel der Vorderflügel sind rotbraun gefärbt, das hintere apikale Drittel ist hyalin (durchscheinend). Die Flügeladern weisen charakteristische weiße Flecke auf. Das Scutellum (Schildchen) ist hauptsächlich braun gefärbt und weist eine blasse Spitze auf. Es weist meist weitere blasse Flecke auf. Die drei dunkleren Dreiecksflecke sind häufig nur angedeutet oder fehlen. Die Männchen besitzen ein gelbes Gesichtsfeld. Insbesondere innerhalb der Gattung Metidiocerus gibt es sehr ähnliche Arten.

## Vorkommen
Die Rostwinkerzikade ist in Mitteleuropa verbreitet. Ihr Vorkommen reicht bis in den Mittelmeerraum. Außerdem ist die Zikadenart im Süden Englands vertreten. Dagegen fehlt sie offenbar in Skandinavien und auf der Iberischen Halbinsel.

## Lebensweise
Als Wirts- und Nahrungspflanzen der Rostwinkerzikade gelten schmalblättrige Weiden wie Korb-Weide (Salix viminalis), Purpur-Weide (Salix purpurea), Mandel-Weide (Salix triandra) und Silber-Weide (Salix alba). Die Art bildet eine Generation im Jahr, deren Imagines gewöhnlich ab Mitte Juli erscheinen, überwintern und im Folgejahr bis Anfang Juni noch beobachtet werden können. Die Überwinterung findet häufig an Kiefern statt. Der Bestand der Art gilt in Deutschland als ungefährdet.

## Taxonomie
In der Literatur finden sich folgende Synonyme:
- Idiocerus rutilans Kirschbaum, 1868
- Tremulicerus rutilans (Kirschbaum, 1868)